# Храбовец
Храбовец (слч. Hrabovec) насељено је мјесто са административним статусом сеоске општине (слч. obec) у округу Бардјејов, у Прешовском крају, Словачка Република.

## Становништво
| Година:    | 1994. | 2004.    | 2014.   | 2024.   |
| ---------- | ----- | -------- | ------- | ------- |
| Број људи: | 451   | 502      | 527     | 496     |
| Разлика:   |       | +11,30 % | +4,98 % | -5,88 % |

| Година:    | 2023. | 2024.   |
| ---------- | ----- | ------- |
| Број људи: | 495   | 496     |
| Разлика:   |       | +0,20 % |

Према подацима о броју становника из 2024. године насеље је имало 496 становника.